# 潘大賓
潘大賓（1496年—？），字欽之，號思軒，廣東潮州府海陽縣人，民籍，明朝政治人物。

## 生平
正德十四年（1519年），廣東鄉試第一名舉人。嘉靖八年（1529年）中式己丑科會試第十五名，登第二甲第九十五名進士。九年七月授兵科给事中，十年閏六月与刑部主事郭宗皋主考浙江鄉試，十二年七月升刑科右，八月升禮科都給事中，十四年十月因廷推吏部尚書一职，触怒世宗，包括潘大賓在内的六科十三道掌印官被尽禠职为民，永不起用。後赠太常寺少卿。

## 家族
曾祖潘榮；祖父潘義；父潘鼎，母蔡氏。重庆下。弟大俊、大宿、大安。